# Adolph Strecker
Adolph Strecker (n. 21 octombrie 1822, Darmstadt, Marele Ducat Hessa – d. 7 noiembrie 1871, Würzburg, Germania) a fost un chimist german cunoscut mai ales pentru lucrările sale legate de chimia aminoacizilor.
Reacția de degradare Strecker îi poartă numele.